# Saldes
Saldes è un comune spagnolo di 344 abitanti situato nella comunità autonoma della Catalogna.